# Transformers: Prime
Transformers Prime este un serial de animație pe computer originar din Statele Unite ale Americii. Desenul animat a avut premiera în Statele Unite pe canalul The Hub pe data de 29 noiembrie 2010 și s-a încheiat pe 26 septembrie 2013, povestea serialului fiind încheiată de filmul Transformers: Prime: Ascensiunea Predaconilor. A fost produs de K/O Paper Products, Darby Pop Productions și Hasbro Studios și animat la Digitalscape și Polygon Pictures.
Serialul a fost succedat de Transformers: Robots in Disguise pe 26 martie 2015. Transformatorii: Salvatorii, care există în același univers cu Prime și Robots in Disguise, a durat între 2011 și 2016.
Premiera în România a fost pe 9 ianuarie 2012 pe canalul Cartoon Network.

## Prezentare generală
În orașul Jasper, din Nevada, trei copii, Jack Darby, Miko Nakadai și Raf Esquivel sunt accidental implicați într-un război dintre niște roboți enormi care se pot transforma în vehicule, numiți Autoboți. Aceștia sunt luați către baza Autoboților, unde liderul Autoboților, Optimus Prime, le explică faptul că el și echipa sa formată din Arcee, Ratchet, Bulkhead și Bumblebee sunt organisme robotice autonome de pe planeta Cybertron și că au purtat un război împotriva lui Megatron și a Decepticonilor. Între timp, Megatron se întoarce după un exil de trei ani, aducând cu el
Energon negru, o substanță capabilă sǎ învie Cybertroneni morți și plănuiește să-și constituie o vastǎ armată de cybertronieni nemorți.
După moartea lui Megatron cauzată de explozia Space Bridge-ului, Starscream se autoproclamă drept noul lider al Decepticonillor. Însă, într-un timp, Megatron se întoarce și îl pedepsește aspru pe Starscream pentru acțiunile sale. Pe parcurs, Jack, Miko și Raf au o legătură mai apropiată cu Autoboții. De asemenea,apar noi caractere: Autobotul Wheeljack, Decepticonii Airachnid, Knock-Out, Breakdown, Makeshift și Skyquake, precum și gruparea teroristă M.E.C.H. La finalul sezonului, Autoboții formează o alianță cu Megatron, când Pământul este amenințat de anticul și rǎuvoitorul Unicron.

## Personaje

### Autoboți
- Optimus Prime este liderul Autoboților și deținătorul Matricei Conducătorului. Este înțelept și foarte curajos, însă își controlează emoțiile și sentimentele. Se transformă într-un camion, similar cu ce se transformă în filmele Transformers regizate de Michael Bay.
- Arcee este o femelă Autobot ce se transformă într-o motocicletă albastrǎ cu roz. Ea este gardianul Autobot al lui Jack Darby și este cea mai agilă dintre Autoboți. A fost traumatizată de moartea partenerului ei, Tailgate și mai târziu de moartea următorului ei partener, Cliffjumper. Este singurul caracter care apare în toate episoadele.
- Bumblebee este un cercetaș Autobot ce se transformă într-un Chevrolet Camaro, similar cu cel din filme. Nu poate vorbi, comunicând prin sunete electronice. Este partener cu Raf Esquivel, fiind singurul om care-i poate înțelege limbajul.
- Bulkhead este un Autobot ce se transformă într-un SUV mare și verde. Este partenerul și protectorul lui Miko Nakadai, dar și neîndemânatic, stricând de obicei obiectele de care Ratchet are nevoie.
- Ratchet este medicul echipei Autoboților ce se transformă într-o ambulanță albă cu roșu. Este, se pare, comandantul secund al echipei,deși preia comanda de fiecare dată când Optimus Prime nu este în jur. Este prieten foarte bun cu Optimus și este foarte morocănos.
- Wheeljack este cel mai bun prieten al lui Bulkhead de pe Cybertron și un maestru în a mânui sabia. De obicei,Bulkhead i se adresează cu numele de "Jackie". El este un autobot libertin caruia ii place sa se lupte pe cont propriu pentru ca asa spune el ca este mult mai usor.
- Cliffjumper este partenerul lui Arcee ce se transformă într-un Dodge Challenger roșu. A fost capturat și ucis de Starscream în primul episod, iar apoi înviat de Megatron prin Energonul negru și tăiat în jumătate tot de acesta.
- Tailgate este un membru al Echipei Delta și partenerul original al lui Arcee de pe Cybertron. A fost ucis de către Airachnid de față cu Arcee, traumatizând-o.
- *Smokescreen* apare aproape de finalul sezonului doi și îl salvează pe Optimus din fosta lor bază distrusa de către decepticoni, daca ar fi sa ne luam dupa actiunile din sezonul trei, il putem considera urmasul lui Optimus Prime.

### Decepticoni
- Megatron este liderul Decepticonilor ce se transformă într-un jet cybertronian, similar cu cel din filmele Transformers regizate de Michael Bay. El consideră că formele de viață de pe Pământ sunt inferioare lui.In trecut, el și Optimus Prime au fost prieteni,dar asta a durat puțin, deoarece idealurile lui Megatron au fost corupte de război, devenind un tiran.
- Starscream este comandantul secund al Decepticonilor ce se transformă într-un avion gri-argintiu F-16 Fighting Falcon. Arată respect pentru stăpânul său, însă așteaptă o șansă ca să-l ucidă pe Megatron pentru a prelua el comanda asupra Decepticonilor. Într-un timp, Starscream devinine independent. Într-un sfârșit își dă seama ca el nu are structura potrivita pentru a fi liderul Decepticonilor .
- Soundwave este un Decepticon spion și îi este foarte loial lui Megatron, neavând încredere în Starscream, deși pretinde că îl ajută și îi ascultă comenzile.Poate vorbi, dar alege să nu faca asta, înregistrând informații în loc. Se transformă într-un avion albastru MQ-9 Reaper.
- Knock Out este medicul egomaniac al Decepticonilor ce se transformă într-un Aston Martin DBS V12. Deși este medic, mai mult îi pasă de el decât de treburile medicale. El a fost adus pe nava  de Starscream  pentru al ajuta pe Megatron să își revină. Knock Out este un adept al aventurilor bazate pe caii putere. Arma lui preferată este electroșocul.
- Breakdown este prietenul lui Knock Out și a avut o istorie cu Bulkhead,fiind cel mai mare inamic al său. El a fost omorat de Airachnid, lasandu-l pe Knockout singur, incercand sa nu arate ca îi pasă.
- Airachnid este un Decepticon ce seamănă cu un păianjen și a traumatizat-o pe Arcee ucigându-i partenerul în fața propriilor săi ochi. I-a părăsit pe Decepticoni, însă s-a întors din nou alături de Megatron, discreditându-l pe Starscream.
- Skyquake este un Decepticon ce a rămas în stază pe Pământ, până când l-a eliberat Starscream. Este foarte loial lui Megatron, chiar și atunci când Starscream i-a declarat că Megatron este mort. Se transformă într-un avion F-35 Lightning ‖, după ce i-a scanat avionul pe care agentul Fowler îl pilota în timpul unei lupte pe care o avea împotriva lui Optimus și Bumblebee. A fost distrus de Bumblebee. Starscream l-a înviat prin Energonul Negru.
- Makeshift este un Decepticon ce este capabil să ia orice formă, înlocuindu-l pe Wheeljack pentru a afla locația bazei Autoboților, acest scop neputându-l atinge.
- Dreadwing este un Decepticon care a apărut în sezonul 2, el fiind fratele lui Skyquake, și a fost ucis de către Megatron după ce a încercat să-l rănească pe Starscream ca furie pentru ca acesta i-a omorat fratele.
- Vehiconii sunt soldați Decepticoni care se transformă ori în avioane spațiale, mașini de culoare mov.
- Predaking este de fapt un Predacon în care se poate transforma într-un dragon robot.
- Scourge este al doilea Predacon în care se poate transforma în celălalt dragon.ca

### Oameni
- Jackson "Jack" Darby este un băiat de 16 ani și personajul principal uman din serie.vAccidental a întâlnit-o pe Arcee în forma ei de motocicletă și a fost introdus în războiul Cybertronian drept un aliat puternic. A fost ales să fie protectorul Cheii Vectorului Sigma. Formează o foarte bună prietenie cu Arcee.
- Miko Nakadai este o fată de origine japoneză în vârstă de 15 ani care este foarte aventuroasă și îndrăzneață, urmându-i pe Autoboți în situații periculoase. Ea este prietenă foarte apropiată cu Bulkhead.
- Rafael "Raf" Esquivel este un băiat de 12 ani care este expert în calculatoare. Provine dintr-o familie mare, adesea nefiind observat, ajungând să fie foarte apropiat de Bumblebee. Este singurul om care poate să înțeleagă limbajul lui Bumblebee.

### Monștrii
- Memphiles este monstrul care arată ca și Shadow .

- Iblis este monstrul de foc sau de lava.

Este cel mai de temut soldat al echipei și nu îi place de Megatron și de Unicron.
- Drak Gia este monstrul sau șeful secund după Chaos.

- Chaos este șeful cel mare al Echipei Mostros.

## Episoade
| Premiera originală             | Premiera în România | #  | Titlu român                                  | Titlu original                                     |
| ------------------------------ | ------------------- | -- | -------------------------------------------- | -------------------------------------------------- |
|                                |                     |    |                                              |                                                    |
| PRIMUL SEZON                   |                     |    |                                              |                                                    |
|                                |                     |    |                                              |                                                    |
| 29.11.2010                     | 09.01.2012          | 01 | Forțele întunericului                        | Darkness Rising                                    |
| 30.11.2010                     | 10.01.2012          | 02 | Forțele întunericului                        | Darkness Rising                                    |
| 01.12.2010                     | 11.01.2012          | 03 | Forțele întunericului                        | Darkness Rising                                    |
| 02.12.2010                     | 12.01.2012          | 04 | Forțele întunericului                        | Darkness Rising                                    |
| 03.12.2010                     | 13.01.2012          | 05 | Forțele întunericului                        | Darkness Rising                                    |
|                                |                     |    |                                              |                                                    |
| 11.02.2011                     | 16.01.2012          | 06 | Maeștri și discipoli                         | Masters & Students                                 |
|                                |                     |    |                                              |                                                    |
| 18.02.2011                     | 17.01.2012          | 07 | Fiare vechi                                  | Scrapheap                                          |
|                                |                     |    |                                              |                                                    |
| 25.02.2011                     | 18.01.2012          | 08 | Afaceri murdare                              | Con Job                                            |
|                                |                     |    |                                              |                                                    |
| 04.03.2011                     | 19.01.2012          | 09 | Convoiul                                     | Convoy                                             |
|                                |                     |    |                                              |                                                    |
| 11.03.2011                     | 20.01.2012          | 10 | Deus Ex Machina                              | Deus Ex Machina                                    |
|                                |                     |    |                                              |                                                    |
| 09.04.2011                     | 23.01.2012          | 11 | Metale și viteză                             | Speed Metal                                        |
|                                |                     |    |                                              |                                                    |
| 16.04.2011                     | 24.01.2012          | 12 | Prădători                                    | Predatory                                          |
|                                |                     |    |                                              |                                                    |
| 30.04.2011                     | 25.01.2012          | 13 | Minte bolnavă                                | Sick Mind                                          |
|                                |                     |    |                                              |                                                    |
| 07.05.2011                     | 26.01.2012          | 14 | Scos din minte                               | Out of His Head                                    |
|                                |                     |    |                                              |                                                    |
| 14.05.2011                     | 27.01.2012          | 15 | Zona de umbră                                | Shadowzone                                         |
|                                |                     |    |                                              |                                                    |
| 18.06.2011                     | 30.01.2012          | 16 | Operațiunea Breakdown                        | Operation: Breakdown                               |
|                                |                     |    |                                              |                                                    |
| 25.06.2011                     | 31.01.2012          | 17 | Intersectări                                 | Crisscross                                         |
|                                |                     |    |                                              |                                                    |
| 09.07.2011                     | 01.02.2012          | 18 | Atracție metalică                            | Metal Attraction                                   |
|                                |                     |    |                                              |                                                    |
| 16.07.2011                     | 02.02.2012          | 19 | La limită                                    | Rock Bottom                                        |
|                                |                     |    |                                              |                                                    |
| 23.07.2011                     | 03.02.2012          | 20 | Parteneri                                    | Partners                                           |
|                                |                     |    |                                              |                                                    |
| 07.08.2011                     | 06.02.2012          | 21 | Prea multă informație                        | T.M.I.                                             |
|                                |                     |    |                                              |                                                    |
| 14.08.2011                     | 07.02.2012          | 22 | Mai puternic, mai rapid                      | Stronger, Faster                                   |
|                                |                     |    |                                              |                                                    |
| 21.08.2021                     | 08.02.2012          | 23 | Unul va pieri                                | One Shall Fall                                     |
|                                |                     |    |                                              |                                                    |
| 29.09.2011                     | 09.02.2012          | 24 | Unul va învinge                              | One Shall Rise                                     |
| 03.10.2011                     | 10.02.2012          | 25 | Unul va învinge                              | One Shall Rise                                     |
| 04.10.2011                     | 13.02.2012          | 26 | Unul va învinge                              | One Shall Rise                                     |
|                                |                     |    |                                              |                                                    |
| SEZONUL 2                      |                     |    |                                              |                                                    |
|                                |                     |    |                                              |                                                    |
| 18.02.2012                     | 12.10.2012          | 27 | Orion Pax                                    | Orion Pax                                          |
| 25.02.2012                     | 19.10.2012          | 28 | Orion Pax                                    | Orion Pax                                          |
| 03.03.2012                     | 26.10.2012          | 29 | Orion Pax                                    | Orion Pax                                          |
|                                |                     |    |                                              |                                                    |
| 10.03.2012                     | 05.11.2012          | 30 | Operațiunea Bumblebee                        | Operation Bumblebee                                |
| 17.03.2012                     | 06.11.2012          | 31 | Operațiunea Bumblebee                        | Operation Bumblebee                                |
|                                |                     |    |                                              |                                                    |
| 24.03.2012                     | 07.11.2012          | 32 | Forță oarbă                                  | Loose Cannons                                      |
|                                |                     |    |                                              |                                                    |
| 31.03.2012                     | 08.11.2012          | 33 | Foc încrucișat                               | Crossfire                                          |
|                                |                     |    |                                              |                                                    |
| 07.04.2012                     | 09.11.2012          | 34 | Răzbunătorul Prime                           | Nemesis Prime                                      |
|                                |                     |    |                                              |                                                    |
| 14.04.2012                     | 12.11.2012          | 35 | Interogatoriul                               | Grill                                              |
|                                |                     |    |                                              |                                                    |
| 21.04.2012                     | 13.11.2012          | 36 | Armada                                       | Armada                                             |
|                                |                     |    |                                              |                                                    |
| 28.04.2012                     | 14.11.2012          | 37 | Minte zburătoare                             | Flying Mind                                        |
|                                |                     |    |                                              |                                                    |
| 05.05.2012                     | 15.11.2012          | 38 | Vizibilitate în tunel                        | Tunnel Vision                                      |
|                                |                     |    |                                              |                                                    |
| 12.05.2012                     | 16.11.2012          | 39 | Triangulație                                 | Triangulation                                      |
|                                |                     |    |                                              |                                                    |
| 19.05.2012                     | 11.02.2013          | 40 | Triaj                                        | Triage                                             |
|                                |                     |    |                                              |                                                    |
| 26.05.2012                     | 12.02.2013          | 41 | Toxicitate                                   | Toxicity                                           |
|                                |                     |    |                                              |                                                    |
| 24.08.2012                     | 13.02.2013          | 42 | Rănit                                        | Hurt                                               |
|                                |                     |    |                                              |                                                    |
| 31.08.2012                     | 14.02.2013          | 43 | O fantomă din trecut                         | Out of the Past                                    |
|                                |                     |    |                                              |                                                    |
| 07.09.2012                     | 15.02.2013          | 44 | Noul recrut                                  | New Recruit                                        |
|                                |                     |    |                                              |                                                    |
| 14.09.2012                     | 18.02.2013          | 45 | Factorul uman                                | The Human Factor                                   |
|                                |                     |    |                                              |                                                    |
| 21.09.2012                     | 19.02.2013          | 46 | Moștenirea                                   | Legacy                                             |
|                                |                     |    |                                              |                                                    |
| 28.09.2012                     | 20.02.2013          | 47 | Alfa și Omega                                | Alpha/Omega                                        |
|                                |                     |    |                                              |                                                    |
| 05.10.2012                     | 21.02.2013          | 48 | Lovituri grele                               | Hard Knocks                                        |
|                                |                     |    |                                              |                                                    |
| 12.10.2012                     | 22.02.2013          | 49 | Operațiuni interne                           | Inside Job                                         |
|                                |                     |    |                                              |                                                    |
| 19.10.2012                     | 25.02.2013          | 50 | Tocmeală                                     | Patch                                              |
|                                |                     |    |                                              |                                                    |
| 26.10.2012                     | 26.02.2013          | 51 | Regenerare                                   | Regeneration                                       |
|                                |                     |    |                                              |                                                    |
| 02.11.2012                     | 27.02.2013          | 52 | Clipa întunecată                             | Darkest Hour                                       |
|                                |                     |    |                                              |                                                    |
| SEZONUL 3 - VÂNĂTORII DE FIARE |                     |    |                                              |                                                    |
|                                |                     |    |                                              |                                                    |
| 22.03.2013                     | 02.09.2013          | 53 | Darkmount NV                                 | Darkmount, NV                                      |
|                                |                     |    |                                              |                                                    |
| 29.03.2013                     | 03.09.2013          | 54 | Împrăștiați                                  | Scattered                                          |
|                                |                     |    |                                              |                                                    |
| 05.04.2012                     | 04.09.2013          | 55 | Prada                                        | Prey                                               |
|                                |                     |    |                                              |                                                    |
| 12.04.2012                     | 05.09.2013          | 56 | Insurecție                                   | Rebellion                                          |
|                                |                     |    |                                              |                                                    |
| 17.05.2013                     | 06.09.2013          | 57 | Proiect Predacon                             | Project Predacon                                   |
|                                |                     |    |                                              |                                                    |
| 24.05.2013                     | 09.09.2013          | 58 | Ierarhie                                     | Chain of Command                                   |
|                                |                     |    |                                              |                                                    |
| 31.05.2013                     | 10.09.2013          | 59 | Plus unul                                    | Plus One                                           |
|                                |                     |    |                                              |                                                    |
| 07.06.2013                     | 11.09.2013          | 60 | Setea                                        | Thirst                                             |
|                                |                     |    |                                              |                                                    |
| 28.06.2013                     | 12.09.2013          | 61 | Evoluție                                     | Evolution                                          |
|                                |                     |    |                                              |                                                    |
| 05.07.2013                     | 13.09.2013          | 62 | Minus unu                                    | Minus One                                          |
|                                |                     |    |                                              |                                                    |
| 12.07.2013                     | 16.09.2013          | 63 | Putere de convingere                         | Persuasion                                         |
|                                |                     |    |                                              |                                                    |
| 19.07.2013                     | 17.09.2013          | 64 | Sinteză                                      | Synthesis                                          |
|                                |                     |    |                                              |                                                    |
| 27.07.2013                     | 18.09.2013          | 65 | Impas                                        | Deadlock                                           |
|                                |                     |    |                                              |                                                    |
| FILM                           |                     |    |                                              |                                                    |
|                                |                     |    |                                              |                                                    |
| 04.10.2013                     |                     | F1 | Transformers Prime: Ascensiunea Predaconilor | Transformers Prime Beast Hunters: Predacons Rising |
|                                |                     |    |                                              |                                                    |

## Legături externe
- Site web oficial la Hub Network
- Site web oficial la TV Aichi ja
- Transformers Prime pe Facebook
- Transformers: Prime la Internet Movie Database
- Transformers: Prime la TV.com
- Transformers: Prime pe site-ul The Big Cartoon DataBase